# لا تنصت (فلم)
لا تنصت(بالإنجليزية: Don't Listen) هو فيلم رعب أسباني من إخراج أنخيل جوميز هيرنانديز وبطولة رودلفو سانتشو وآنا فرنانديز ورامون باريا.
تم عرض المسلسل يوم 27 نوفمبر 2020 على منصة نتفليكس. 

## قصة
دانيال وسارة لديهما ابن يبلغ من العمر 9 سنوات ، إريك ، وقد انتقلا للتو إلى منزل جديد لا يعرفان أن الجيران يسمونه «بيت الأصوات». إيريك هو أول من لاحظ الأصوات الغريبة خلف كل باب. 

## طاقم التمثيل
- رودلفو سانتشو
- آنا فرنانديز
- رامون باريا
- بيلين فابرا
- لوكاس بلاس

## روابط خارجية
- لا تنصت  في قاعدة بيانات الأفلام على الإنترنت (بالإنجليزية)
- لا تنصت في روتن توميتوز.